# الصلاة الختامية في يوم الغفران

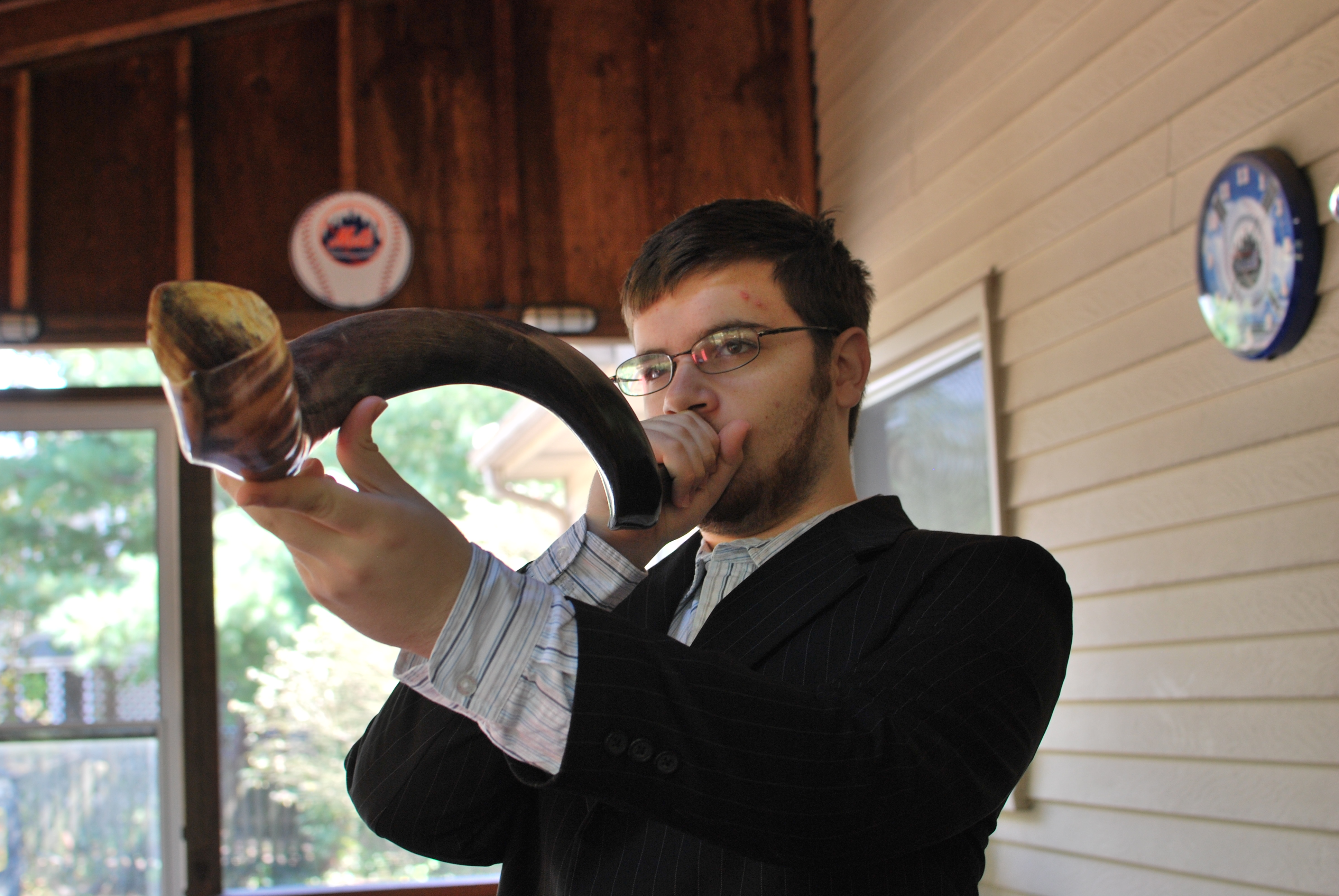
نفخ الشوفار في رأس السنة

الصلاة الختامية (Neilah (بالعبرية: נעילה‏))، صلاة التوبة الأخيرة ، هي خدمة صلاة يهودية خاصة تقام فقط في يوم الغفران. حيث تُتلى فيه صلاة التوبة الأخيرة في ختام يوم الغفران. نيلة تصادف العام الخامس ليوم كيبور، وهي المناسبة الوحيدة من نوعها في التقويم العبري حيث توجد العديد من الصلوات.

## محتويات
تتكون الصلاة الختامية من Ashrei و Uva L'Tzion (وكلاهما مؤجل من Mincha عندما يتم تلاوتهما عادةً في يوم السبت والمهرجانات)، وAmidah مع Selichot ومختصر Vidui ، وAvinu Malkeinu . في ممارسة السفارديم، يبدأ بترنيمة النورا عليلة. ثم ينفخ في البوق ويتم انشاد أغنية لشانا حبعة في نهاية الصلاة.
في طقس الأشكناز الشرقي، يظل تابوت (Aron Kodesh أو Hechal) مفتوحًا أثناء تكرار القائد لـلعميدة Amidah الختامية، ومن المعتاد الوقوف طوال الخدمة. في طقس الأشكناز الغربي، كما هو الحال في جميع صلوات عيد الغفران، يكون التابوت مفتوحًا لتكرار عميدة بالكامل باستثناء أنه مغلق أمام كدوشة وبركة كوهانيم؛ معظمهم لا يقفون عندما يكون مفتوحًا.
بينما يدعو اليهود طوال الأيام المقدسة العظيمة أن «يُكتبوا» في سفر الحياة أو كتاب الحياة (the Book of Life)، يستبدل الداعون في الصلاة الختامية كلمة «اكتب» (Hebrew katav כתב) بكلمة «اختم» (Hebrew ḥatam חתם).